# M151 MUTT

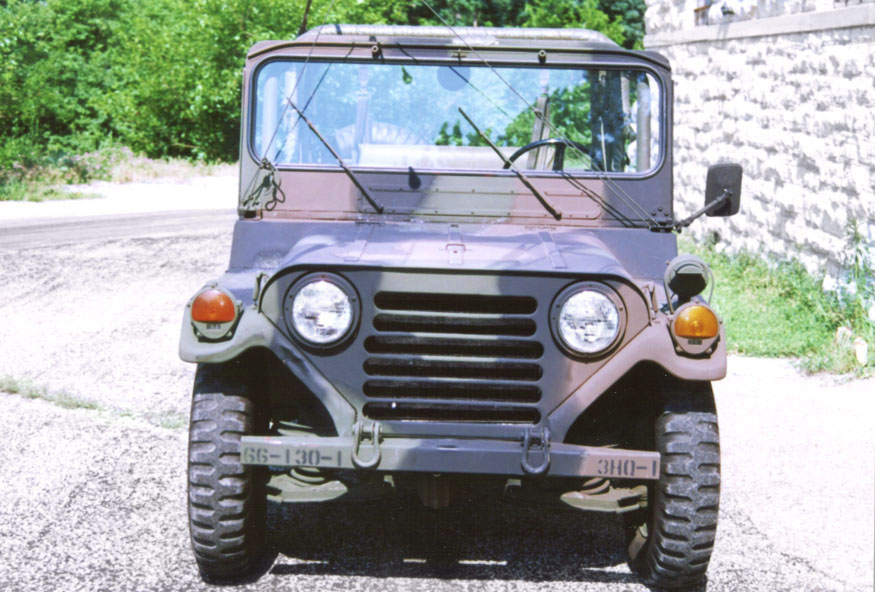
M151 MUTT

M151 MUTT (M151 Military Utility Tactical Truck) byl následník jeepů M38 a M38A1 z období Korejské války. Vyráběly ho firmy AM General, Ford a Kaiser v letech 1959 až 1982. Byl nasazen ve Vietnamské válce. Vozidlo M151 bylo navrženo s vnějším rámem, bylo tedy prostornější než předchozí jeepy a zahrnovalo nezávislé tlumiče. Později bylo ve většině rolí v předních liniích nahrazeno větším vozidlem AM General HMMWV. Protože některá vozidla M151A2 stále sloužily v americké armádě v roce 1999, slouží série M151 déle než druhoválečný MB/GPW, M38 a M38A1 dohromady.

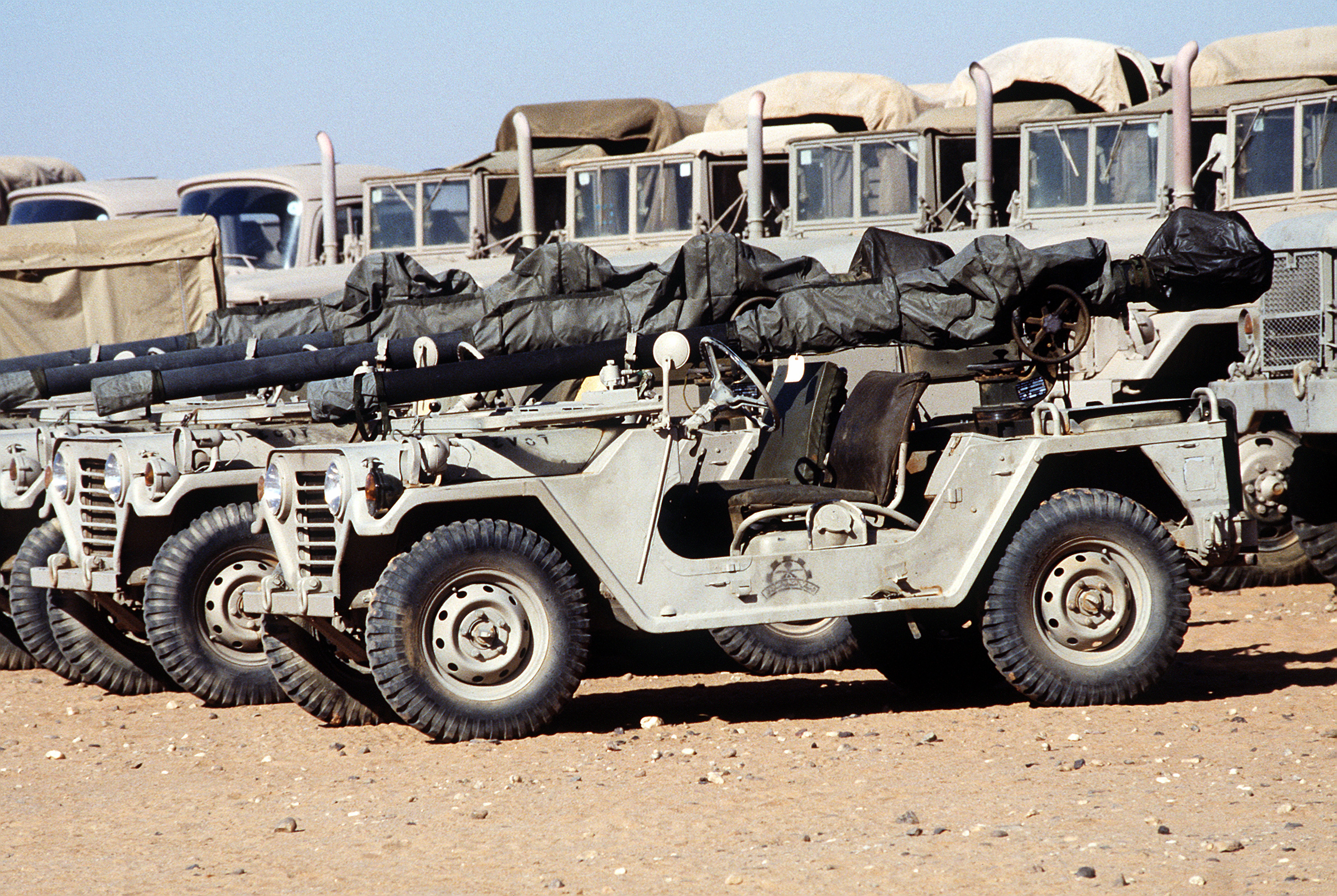
M151